# Vishwanath Pratap Singh
Pour les articles homonymes, voir Singh.
Vishwanath Pratap Singh dit V. P. Singh est un homme d'État indien né le 25 juin 1931 à Allahabad et mort le 27 novembre 2008 à New Delhi. Il est le 7e Premier ministre de l'Inde du 2 décembre 1989 au 10 novembre 1990.